# Státní lom
Státní lom byla národní přírodní památka ev. č. 684 na úpatí vrchu Velký Kosíř poblíž obce Čelechovice na Hané v okrese Prostějov. Oblast spravovala AOPK ČR, správa CHKO Litovelské Pomoraví. Důvodem ochrany bylo významné paleontologické naleziště pozůstatků prvohorní mořské fauny v souvrství devonských vápenců a skalní ekosystémy skal a drolin. Nejsevernější výskyt na Moravě zde má silně ohrožená růže bedrníkolistá (Rosa pimpinellifolia).
Chráněné území bylo dne 5. dubna 2017 zrušeno a nahrazeno národní přírodní památkou Kosířské lomy.

## Geomorfologie a geologie
Území náleží jak k pásmu Velkého Kosíře patřícího k Bouzovské vrchovině, tak k Hornomoravskému úvalu.
Podloží tvoří devonské vápence vystupující z třetihorních a čtvrtohorních sedimentů. Na severozápadě převládají kulmské břidlice, droby a slepence.
Správné zařazení lokality do období devonu provedl již v roce 1847 geolog Roderick Murchison, který lokalitu navštívil spolu se slavným paleontologem Joachimem Barrandem.

## Přístup
Nejlepší přístup je ze silnice třetí třídy z Čelechovic na Hané do Kaple. Z ní vede asfaltová cesta na vrchol Kosíře. Hned na začátku cesty je vybudováno malé parkoviště. Zároveň po cestě vede zelená a žlutá turistická značka z Čelechovic na Hané, které se na rozcestí Bunička rozdvojují – zelená značka po asfaltové cestě vede kolem lomu na vrchol Velkého Kosíře. Žlutá vede úpatím Růžičkova lomu do Čech pod Kosířem.

## Fotogalerie

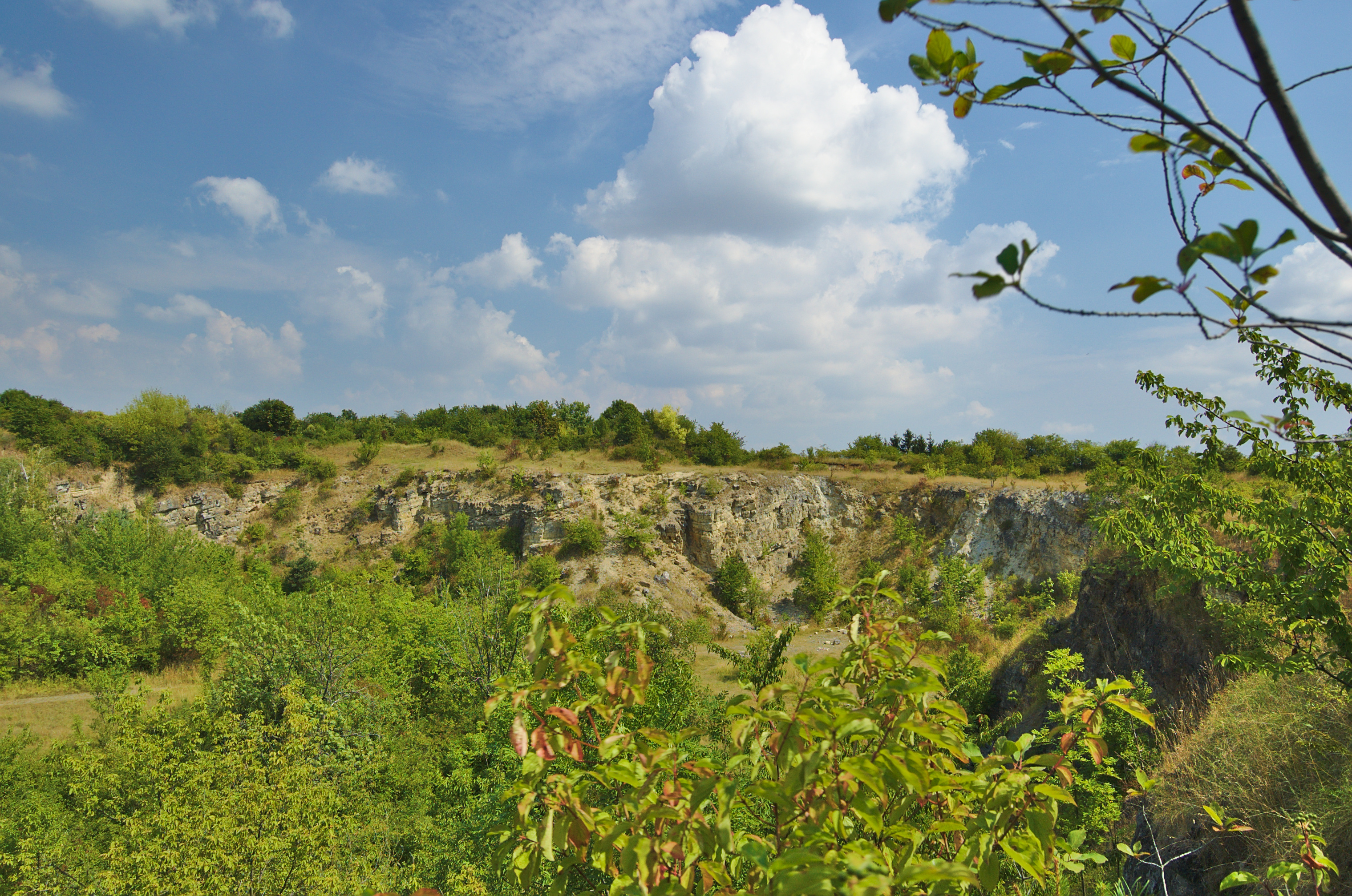
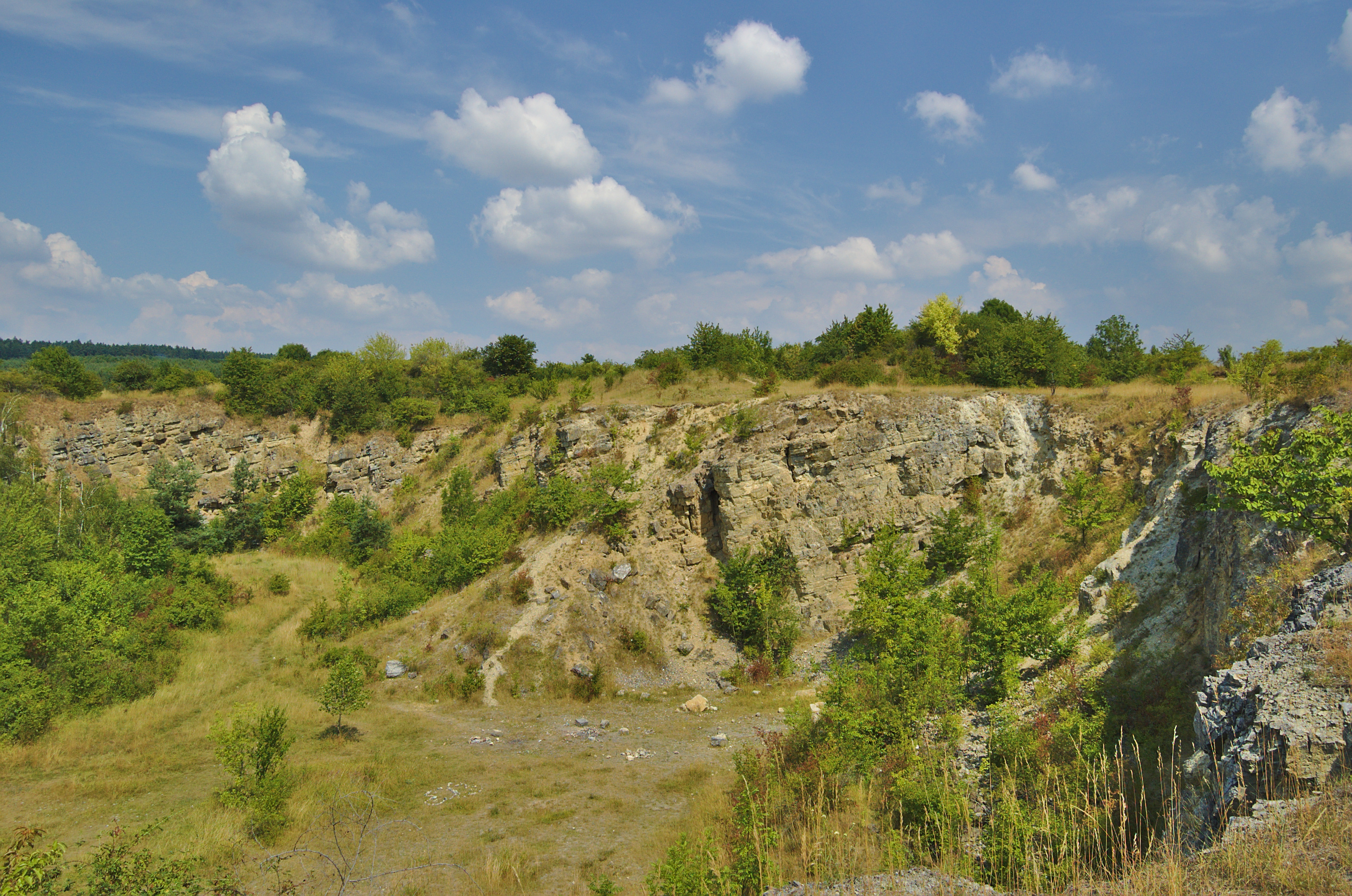
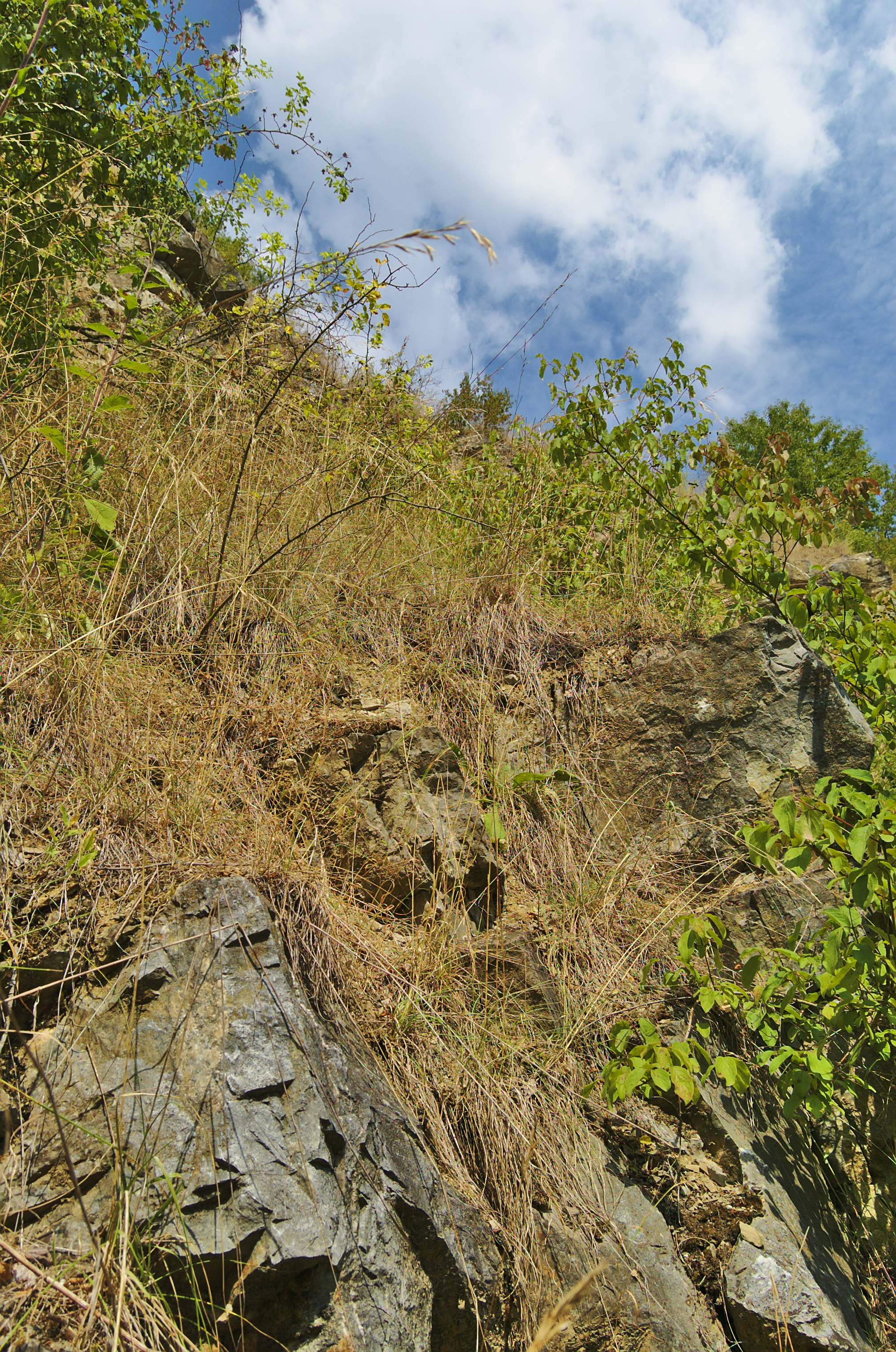
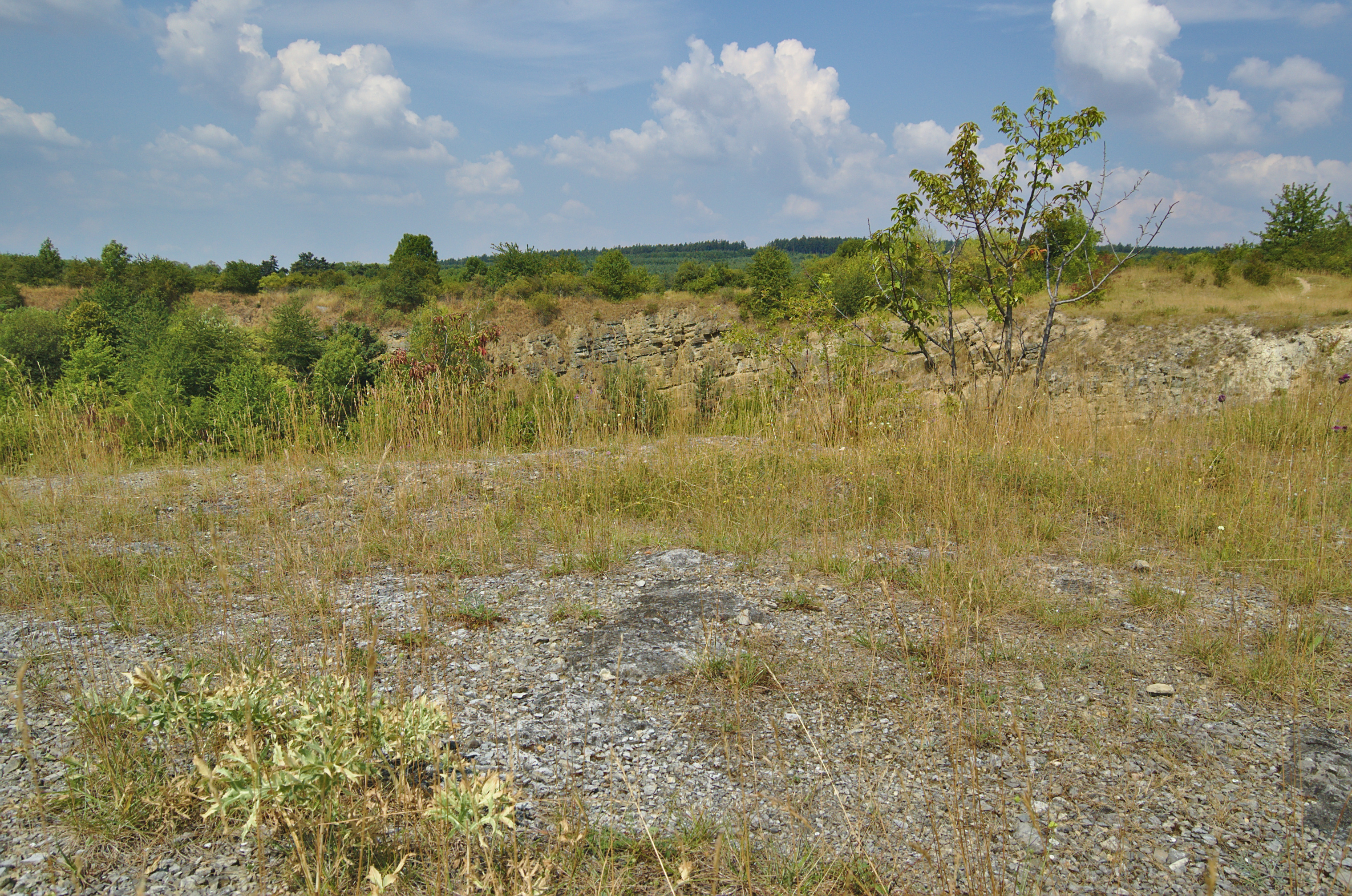
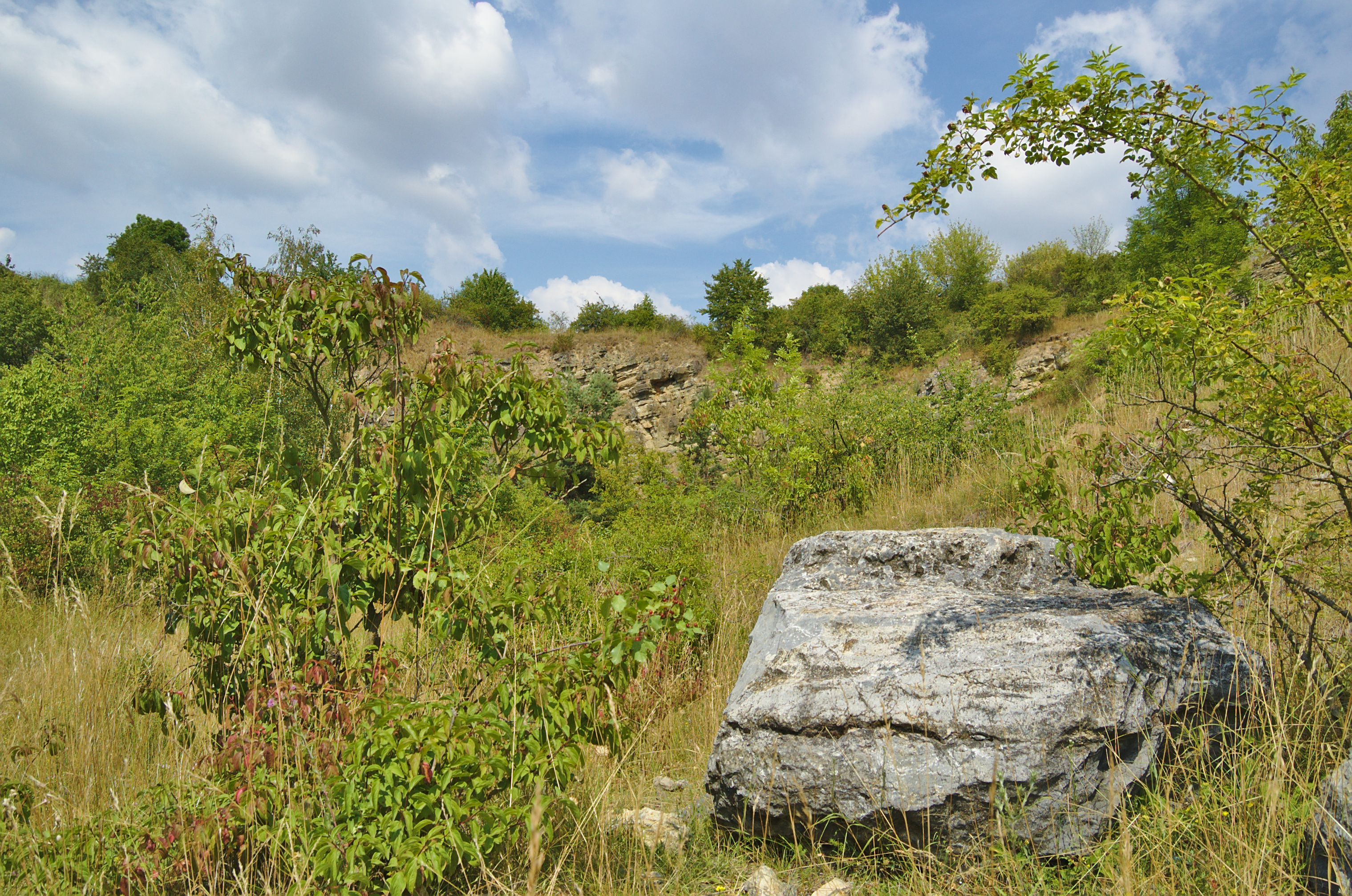